# 早川漣
早川漣（原名嚴惠漣，1987年8月24日—）是一名出生於韓國京畿道安養市的女子射箭運動員，後選擇歸化成為日本公民，並代表日本參加夏季奧運。
姊姊早川浪也是射箭運動員。

## 外部連結
- JOC - ロンドンオリンピック - 選手個人データ - 早川 漣 （页面存档备份，存于） （日語）